# Vaunoise
Vaunoise ist eine französische Gemeinde mit 95 Einwohnern (Stand: 1. Januar 2022) im Département Orne in der Region Normandie. Sie gehört zum Arrondissement Mortagne-au-Perche und zum Kanton Ceton.

## Lage
Nachbargemeinden sind: Belforêt-en-Perche im Nordwesten, Norden und Osten, Igé im Süden, Saint-Fulgent-des-Ormes im Südwesten und Chemilli im Westen.

## Bevölkerungsentwicklung
| Jahr      | 1962 | 1968 | 1975 | 1982 | 1990 | 1999 | 2008 | 2015 |
| --------- | ---- | ---- | ---- | ---- | ---- | ---- | ---- | ---- |
| Einwohner | 216  | 190  | 168  | 136  | 104  | 105  | 111  | 102  |